# Sam McMurray
Pour les articles homonymes, voir McMurray.
Sam McMurray, né le 15 avril 1952 à New York, dans l'État de New York, aux États-Unis est un acteur et producteur de cinéma américain.

## Biographie
Sam McMurray est né de l'union de deux acteurs, Jane Hoffman et Richard McMurray. Il s'est marié avec Elizabeth Collins avec laquelle il a eu deux enfants. Il habite aujourd'hui à Los Angeles en Californie. Lesley Woods est sa belle-mère.

## Filmographie

### Comme acteur

#### Cinéma
- 1976 : Le Prête-nom (The Front) de Martin Ritt : Young Man At Party
- 1980 : Union City : Young Vagrant
- 1983 : Baby It's You : Mr. McManus, Teacher
- 1984 : C.H.U.D. : Officer Crespi
- 1985 : Fast Forward (en) : Clem Friedkin
- 1987 : Arizona Junior (Raising Arizona) : Glen
- 1987 : Ray's Male Heterosexual Dance Hall : Peter Harriman
- 1989 : Le sapin a les boules (National Lampoon's Christmas Vacation) : Bill
- 1989 : L'Enfant génial (The Wizard) : Bateman
- 1990 : Little Vegas : Kreimach
- 1991 : Los Angeles Story (L.A. Story) : Morris Frost
- 1991 : Stone Cold : Lance
- 1993 : Les Valeurs de la famille Addams (Addams Family Values) : Don Buckman
- 1994 : Rends la monnaie, papa (Getting Even with Dad) d'Howard Deutch : Alex
- 1992 : Class Act de Randall Miller : Skip Wankman
- 1996 : Escroc malgré lui (Dear God) : Federal Prosecutor
- 1997 : Pulsions primaires (Savage) : Edgar Wallace
- 1998 : Sacré Slappy (Slappy and the Stinkers) : Broccoli
- 1999 : Carlo's Wake : Jerry Brock
- 1999 : P'tits Génies (Baby Geniuses) : Goon Bob
- 1999 : Mod Squad (The Mod Squad) : Det. Tricky
- 1999 : Belles à mourir (Drop Dead Gorgeous) : Lester Leeman
- 2000 : Le Bon Numéro (Lucky Numbers) : Chief Troutman
- 2000 : The Amati Girls : Brian
- 2002 : Wishcraft de Danny Graves et Richard Wenk : Dad Bumpers
- 2002 : Lone Star State of Mind : Mr. Smith
- 2002 : Sunshine State de John Sayles : Todd Northrup
- 2003 : Stealing Sinatra : Agent Stameck
- 2005 : Sledge: The Untold Story : Jack Rumpkin
- 2005 : Tennis, Anyone...? : Roger Dugan
- 2005 : Cruel But Necessary : Apartment Manager
- 2007 : A Christmas Too Many (vidéo) : Harry
- 2008 : Killer Pad : Fire Marshall

#### Télévision
- 1982 : Baker's Dozen (série télévisée) : Harve Schoendorf
- 1984 : Deux Flics à Miami (Miami Vice) - Saison 1, épisode 6 : Jimmy "Jimbo" Walters
- 1984 : Mom's On Strike : Trendy Liberal
- 1985 : Un tueur dans New York (en) (Out of the Darkness) : Morrison
- 1986 : Adam: His Song Continues : Police Lieutenant
- 1987 : La nuit tombe sur Manhattan (Hands of a Stranger) : Pearson
- 1988 : Mariez mes filles, s.v.p. (Take My Daughters, Please)
- 1990 : The Best of the Tracey Ullman Show : Various Parts
- 1990 : Les Simpson (série télévisée) : Le drone, Gulliver (2 épisodes : Un atome de bon sens et L'Odyssée d'Homer)
- pqarker
- 1992 : Stand by Your Man (série télévisée) : Roger Dunphy
- 1992 : Likely Suspects (série télévisée) : Det. Marshak
- 1992 : Parker Lewis ne perd jamais : M. Rips, professeur de biologie
- 1994 : Attack of the 5 Ft. 2 Women : Dick Langley
- 1995 : Medicine Ball (série télévisée) : Dr. Douglas McGill
- 1996 : Matt Waters (série télévisée) : Charlie Sweet
- 1996 : Teenage Confidential : Glen Mattson
- 1996 : The Munsters' Scary Little Christmas : Herman Munster
- 1997-2001 : Friends (série télévisée) : Doug
- 1999 : Soccer Dog (Soccer Dog: The Movie) : Coach Shaw
- 1999 : Freaks and Geeks : Dr. Vic Schweiber
- 1999 : Batman, la relève: Le Film : Harry Tully (voix)
- 2000 : La Cour de récré (Recess) (série télévisée) : Lt. Griswald
- 2001 : Malcolm (série télévisée ; S2 E16) : "L'officier Stockton"
- 2003 : Free for All (en) (série télévisée) : Douglas Jenkins (voix)
- 2003 : Tracey Ullman in the Trailer Tales : Skip Westland
- 2005 : McBride: Anybody Here Murder Marty? : Arnie
- 2006 : Un gars du Queens (The King of Queens) (série télévisée) : Supervisor Patrick O'Boyle
- 2007 : Lake Placid 2 : Struthers
- 2011 : Le Fiancé aux deux visages (The Craigslist Killer) : Docteur Janeway
- 2011 : NCIS : Enquêtes spéciales (série télévisée) : S09E03 : John Westfal
- 2011 : Un mari à louer (Hollyday Engagement) : Mr. Burns
- 2011 : Desperate Housewives : Father Dugan
- 2013 : Scandal (série télévisée) : Pat Wexler
- 2013 : The Fosters (série télévisée) : Franck Cooper
- 2016 : Devious Maids : Hugh Metzger
- 2017 : The Fosters : Franck Cooper

### Comme producteur
- 1998 : Sacré Slappy (Slappy and the Stinkers)